# Sagitario A Este
Sagitario A Este, abreviado como Sgr A E y llamado también SNR G000.0+00.0, es un resto de supernova situado en la constelación del Sagitario que se localiza cerca del centro de nuestra galaxia. Junto a la estructura espiral Sagitario A Oeste y Sagitario A* —el agujero negro supermasivo del centro de la Vía Láctea— forma parte de la fuente emisora compleja Sagitario A.

## Morfología
Sagitario A Este es un resto de supernova de morfología mixta.
En banda de radio, Sagitario A Este tiene forma de cresta o caparazón, en parte oscurecido por un disco circunestelar en forma de toro o anillo.
La emisión de radio no térmica de su caparazón, debido a la radiación sincrotrón de electrones relativistas, tiene un brillo superficial excepcionalmente alto para un resto de supernova.
Además, el tamaño de este caparazón es el más pequeño entre todos los remanentes de morfología mixta conocidos, probablemente por haberse expandido en un medio interestelar muy denso.
Se ha observado emisión de rayos X suaves en las cercanías de Sagitario A Este.
En la banda de rayos X duros, las imágenes del satélite ASCA muestran una región de forma ovalada rellenando el caparazón de radio, cuyo brillo superficial es cinco veces mayor que el de la emisión difusa circundante.
La región de emisión de rayos X se concentra dentro de los 2 pársecs centrales del caparazón en banda de radio, que es más grande.
En torno a Sagitario A Este se han descubierto regiones de carbono atómico (C0) distribuidas en forma de anillo, lo que implica que está interaccionando con una nube molecular.
Igualmente, varios máseres de OH de 1720 MHz detectados al noreste del remanente,  confirman un área de choque con la nube molecular M-0.02-0.07. Por el contrario, se ha sugerido que otros máseres brillantes en la región sureste pueden ser el resultado de la interacción entre dos restos de supernova.

## Tipo de supernova

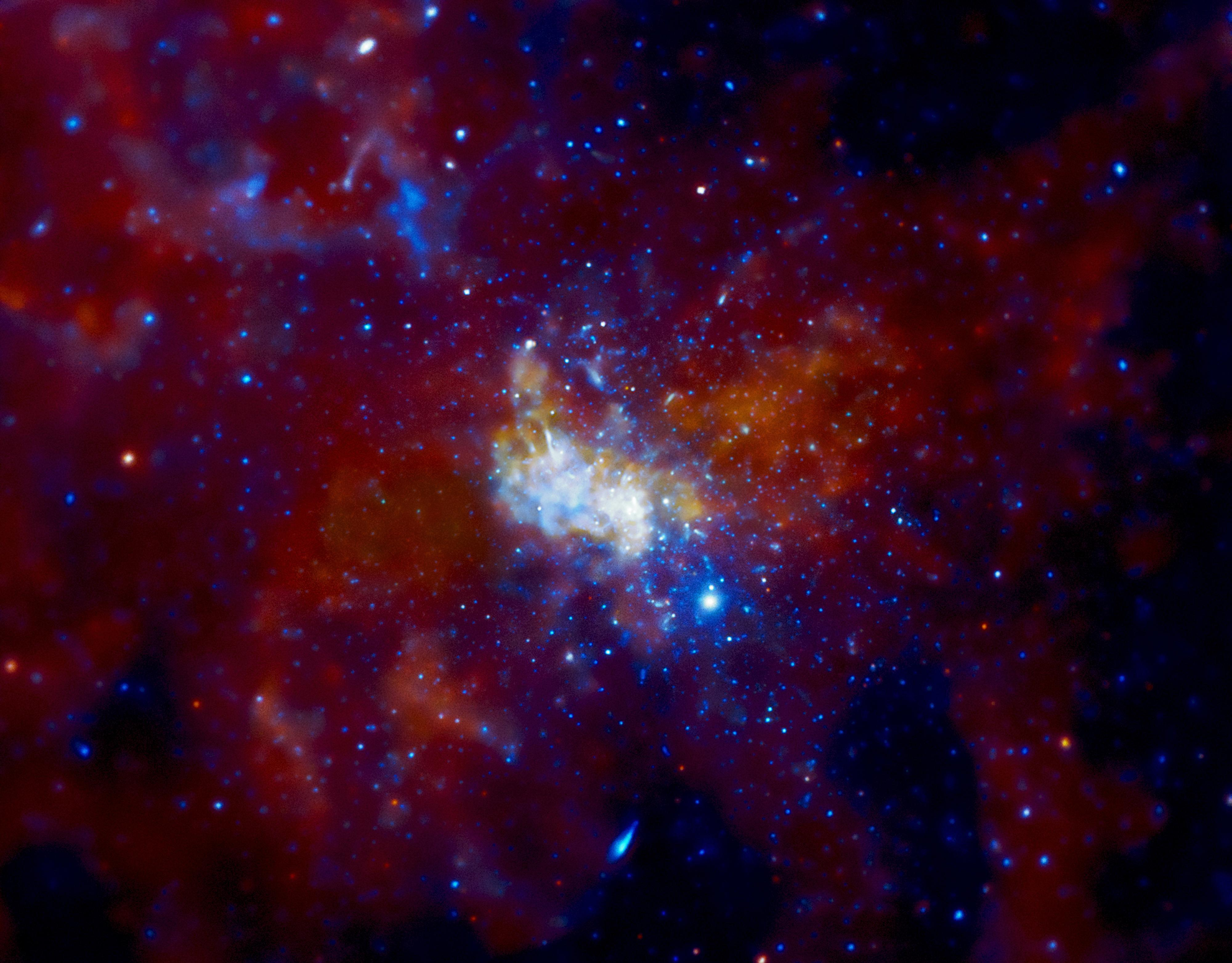
Imagen del observatorio Chandra de Sagitario A* y Sagitario A Este

En principio se pensó que Sagitario A Este se había originado a partir de una explosión de supernova de tipo II por colapso de un núcleo estelar (CC). En este supuesto escenario, el progenitor podría haber tenido una masa comprendida entre 13 y 20 masas solares.
Un posible remanente estelar de dicha explosión, denominado J174545.5-285829, fue detectado en rayos X de alta energía en 2013.
Sin embargo, recientemente se han encontrado evidencias de que Sagitario A Este puede provenir de una deflagración turbulenta pura de una enana blanca de carbono-oxígeno, mecanismo de explosión de las supernovas de tipo Iax. El estudio espectroscópico de rayos X muestra una relación baja de elementos de masa intermedia y relaciones elevadas de Mn/Fe y Ni/Fe, abundancias que no concuerdan con los modelos de supernovas de colapso del núcleo o supernovas normales de tipo Ia. En este sentido, Sagitario A Este es la primera supernova de nuestra galaxia para la que se ha propuesto un probable origen de tipo Iax. No obstante, al comparar este resto de supernova con 3C 397 y W49B —remanentes que pudieran ser el resultado de explosiones de deflagración-detonación de enanas blancas—, se han observado patrones de abundancia distintos.

## Edad
La edad de Sagitario A Este, estimada por distintos modelos, abarca un amplio rango entre 1700 y 50 000 años.
La edad más joven se ha calculado a partir de la elevada velocidad de expansión proyectada de este remanente, mientras que la mayor antigüedad se basa en la energía necesaria para su expansión en una nube molecular gigante cuya densidad se conoce por observaciones del polvo y gas molecular.
Usando una combinación de simulaciones hidrodinámicas unidimensionales y tridimensionales, la evolución de Sagitario A Este —teniendo en cuenta sus interacciones con vientos estelares, con el agujero negro supermasivo y con la nube molecular— corresponde a una edad de 1700 años.